# ? (álbum de XXXTentacion)
? é o segundo álbum de estúdio do rapper e cantor americano XXXTentacion. Foi lançado em 16 de março de 2018 pela Bad Vibes Forever, e distribuído pela Caroline Distribution. É o sucessor de seu álbum de estreia, 17 (2017), e do extended play A Ghetto Christmas Carol. O álbum foi produzido pelo colaborador John Cunningham e inclui participações especiais de PnB Rock, Travis Barker, Joey Badass e entre outros.
Em 2 de março de 2018 foram lançados de forma simultânea os singles "Sad!" e "Changes" para promover o álbum. ? estreou em número um na Billboard 200 dos Estados Unidos ao vender 131.000 unidades em sua primeira semana, sendo o primeiro álbum do rapper à atingir o topo da principal tabela musical norte-americana.

## Antecedentes
XXXTentacion lançou seu primeiro álbum de estúdio, 17 em 25 de agosto de 2017 onde se tornou um sucesso comercial. Após o lançamento do álbum, ele anunciou que estava deixando a música devido a negatividade e reação alheia, embora tenha assinado um contrato de 6 milhões de dólares com a Caroline Distribution e ter lançado o EP A Ghetto Christmas Carol em seu SoundCloud em 11 de dezembro de 2017.
Após o lançamento de A Ghetto Christmas Carol, XXXTentacion anunciou que estava preparando três novos álbuns e eventualmente anunciou os títulos dos álbuns Bad Vibes Forever, Skins e ?, depois de ser liberado em prisão domiciliar em 23 de dezembro de 2017.
A lista de faixas e data de lançamento foi confirmada pelo rapper em 12 de março de 2018 através de suas redes sociais.

## Promoção
A arte da capa foi mostrada pela primeira vez nos stories de XXXTentacion no Instagram em 28 de janeiro de 2018, com a legenda "em breve". Mais tarde naquele dia, ele explicou que:

"Esse álbum não é sobre as palavras, é sobre o sentimento... vai ser muito difícil de entender, mas muito fácil de se ouvir... não é o que você está esperando, mesmo que você sinta que entende minha música, esteja preparado para não entender essa música."
XXXTentacion lançou a canção "Hope" em seu SoundCloud em 21 de fevereiro de 2018, dedicada aos sobreviventes do massacre na Stoneman Douglas High School. "Hope" foi lançado logo após XXXTentacion sediar um show beneficente e ofereceu condolências às vítimas do tiroteio. Em 25 de fevereiro de 2018, após o lançamento de "Hope", XXXTentacion postou mensagens vagas nas redes sociais acusando o rapper canadense Drake de ameaçar assassiná-lo ao lado de imagens grosseiras do artista. XXXTentacion procedeu a alegar que suas contas foram hackeadas, enquanto havia especulações de que ele estava insultando o rapper para a promoção de sua nova canção, "Sad!".

## Faixas
Créditos adaptados atráves do Tidal, YouTube Music e iTunes metadata.
| N.º            | Título                                                                                | Compositor(es)                                                                    | Duração |  |
| 1.             | "Introduction (Instructions)"                                                         | Jahseh Onfroy                                                                     | 1:57    |  |
| 2.             | "Alone, Part 3"                                                                       | Onfroy John Cunningham Robert Soukiasyan                                          | 1:49    |  |
| 3.             | "Moonlight"                                                                           | Onfroy Cunningham                                                                 | 2:15    |  |
| 4.             | "Sad!"                                                                                | Onfroy Cunningham                                                                 | 2:46    |  |
| 5.             | "The Remedy for a Broken Heart (Why Am I So in Love)"                                 | Onfroy Cunningham                                                                 | 2:40    |  |
| 6.             | "Floor 555"                                                                           | Onfroy Alejandro Rodriguez                                                        | 1:33    |  |
| 7.             | "Numb"                                                                                | Onfroy Cunningham Soukiasyan Oren Yoel                                            | 3:06    |  |
| 8.             | "Infinity (888)" (participação de Joey Badass)                                        | Onfroy Brandon Mychael Jameel Beazer Omari Jabari Jo-Vaughn Virginie              | 2:56    |  |
| 9.             | "Going Down!"                                                                         | Onfroy Bryan Simmons Jeff LaCroix                                                 | 1:55    |  |
| 10.            | "Pain = Bestfriend" (participação de Travis Barker)                                   | Onfroy Cunningham Soukiasyan Travis Barker                                        | 1:50    |  |
| 11.            | "$$$" (com Matt Ox)                                                                   | Onfroy Denmarc Mangupag Laron Wages Matthew Grau                                  | 2:10    |  |
| 12.            | "Love Yourself (Interlude)"                                                           | Onfroy Cunningham                                                                 | 0:48    |  |
| 13.            | "Smash!" (participação de PnB Rock)                                                   | Onfroy Samuel Jimenez Rakim Allen Gabriel Tavarez                                 | 1:49    |  |
| 14.            | "I Don't Even Speak Spanish LOL" (participação de Rio Santana, Judah e Carlos Andrez) | Onfroy Juan Guerrieri-Maril Flavio Santana Judah Amar Carlos Andrez John Crawford | 3:12    |  |
| 15.            | "Changes"                                                                             | Onfroy Cunningham Allen                                                           | 2:02    |  |
| 16.            | "Hope"                                                                                | Onfroy Cunningham                                                                 | 1:50    |  |
| 17.            | "Schizophrenia"                                                                       | Onfroy Cunningham Soukiasyan                                                      | 1:20    |  |
| 18.            | "Before I Close My Eyes"                                                              | Onfroy Cunningham                                                                 | 1:39    |  |
| Duração total: | Duração total:                                                                        | Duração total:                                                                    | 37:36   |  |

## Pessoal
Créditos adaptados através do Tidal e YouTube Music.
| Artistas - XXXTentacion – vocais - Joey Badass – vocais (faixa 8) - Travis Barker – bateria (faixa 10) - Matt Ox – vocals (faixa 11) - PnB Rock – vocais (faixa 13) - Rio Santana – vocais (faixa 14) - Judah – artista convidado (faixa 14) - Carlos Andrez – artista convidado (faixa 14) Músicos - John Cunningham – guitarra (faixas 2, 5, 7, 10, 12, 17, 18), piano (faixas 2, 7, 18), bateria (faixa 2), teclado (faixas 3, 4, 16), baixo (faixas 7, 10, 17), cordas (faixas 15, 18) - Robert Soukiasyan – bateria (faixa 7), guitarra (faixa 17) - Travis Barker – bateria (faixa 10) - Jahseh Onfroy – guitarra (faixa 17), piano (faixa 15) - Adolfo Mercado – bateria (faixa 17) Técnico - Dave Kutch – masterização (todas as faixas) - Robert Soukiasyan – gravação (faixas 1-3, 5-12, 15, 17, 18), mixagem (faixas 1-3, 5-12, 15, 17) - Kevin Peterson – assistente de masterização (faixas 1-3, 5-11, 13, 14, 16-18), masterização (faixas 4, 15) - John Cunningham – mixagem (faixas 2, 5, 7, 10, 15, 16-18), gravação (faixa 5) - John Crawford – gravação (faixas 2, 13, 14) - Jahseh Onfroy – gravação (faixa 4), mixagem (faixa 12) - Koen Heldens – mixagem (faixa 4) - Chris Quock – assistente de gravação (faixas 10, 17) - Matt Malpass – gravação (faixa 10) - Z3N – gravação (faixa 14), mixagem (faixa 14) - Karl Wingate – assistente de gravação (faixa 15) | Produção - XXXTentacion – produção (faixas 1, 5, 10, 12) - John Cunningham – produção (faixas 2-5, 7, 10, 12, 15-18) - Robert Soukiasyan – produção (faixas 2, 17), co-produção (faixas 7, 10) - Dell Soda – produção (faixa 6) - P. Soul – produção (faixa 8) - TM88 – produção (faixa 9) - Tre Pounds – produção (faixa 9) - Den Beats – produção (faixa 11) - Laron Wages – produção (faixa 11) - Smash David – produção (faixa 13) - Z3N – produção (faixa 14) |

## Desempenho nas tabelas musicais
| Tabela musical (2018)                  | Melhor posição |
| -------------------------------------- | -------------- |
| Alemanha (Offizielle Deutsche Charts)  | 15             |
| Austrália (ARIA)                       | 3              |
| Áustria (Ö3 Austria Top 40)            | 12             |
| Bélgica (Ultratop Valônia)             | 13             |
| Bélgica (Ultratop Flandres)            | 5              |
| Canadá (Billboard Canadian Albums)     | 1              |
| República Tcheca (ČNS IFPI)            | 1              |
| Dinamarca (Hitlisten)                  | 1              |
| Escócia (Official Scottish Albums)     | 73             |
| Estados Unidos (Billboard 200)         | 1              |
| Estados Unidos (Billboard R&B/Hip-Hop) | 1              |
| Finlândia (Suomen virallinen lista)    | 3              |
| Irlanda (IRMA)                         | 3              |
| Itália (FIMI)                          | 10             |
| Noruega (VG-lista)                     | 1              |
| Nova Zelândia (RMNZ)                   | 2              |
| Países Baixos (Dutch Charts)           | 2              |
| Reino Unido (Official Albums Chart)    | 3              |
| Suécia (Sverigetopplistan)             | 1              |
| Suíça (Schweizer Hitparade)            | 6              |

## Histórico de lançamento
| Região | Data                | Formato(s)                 | Gravadora         | Ref.   |
| ------ | ------------------- | -------------------------- | ----------------- | ------ |
| Mundo  | 16 de março de 2018 | Streaming download digital | Bad Vibes Forever | [ 44 ] |
| Mundo  | 22 de março de 2018 | Vinil                      | Bad Vibes Forever | [ 45 ] |